# Saint-Clément (Yonne)
Saint-Clément település Franciaországban, Yonne megyében. Lakosainak száma 2813 fő (2022. január 1.). Saint-Clément Soucy, Saint-Denis-lès-Sens, Saligny és Sens községekkel határos.

## Népesség
A település népessége az elmúlt években az alábbi módon változott:
| Lakosok száma | 2793 | 2795 | 2868 | 2756 | 2748 | 2740 | 2812 | 2812 | 2813 |
|               | 2013 | 2015 | 2016 | 2017 | 2018 | 2019 | 2020 | 2021 | 2022 |